# 권혜주
권혜주는 대한민국의 텔레비전 드라마 작가이다. 

## 드라마
- 2016년 ~ 2017년 KBS2 5부작 금요 시트콤 《마음의 소리》 ... 공동집필
- 2017년 KBS2 금토 미니시리즈 《고백부부》 ... 집필
- 2020년 tvN 주말 미니시리즈 《하이바이, 마마!》 ... 집필
- 2023년 ~ 2024년 JTBC 주말 미니시리즈 《웰컴투 삼달리》 ... 집필